# قالب منزلق
القالب المنزلق أو الشدًة المنزلقة أو الطوبار المنزلق (بالإنجليزية: Slipform)‏ هو قالب يستخدم في أعمال تشييد المنشآت الهندسية، يمكن بواسطته تنفيذ العناصر الشاقولية الحاملة للمنشأ (الجدران) باستمرار دون توقف. حيث أن القالب المنزلق يتحرك شاقولياً من الأسفل إلى الأعلى (ينزلق) بواسطة تجهيزات هيدروليكية خاصة، وجنباً إلى جنب مع انزلاق القالب إلى الأعلى تتم عمليات التسليح وصب البيتون تدريجياً. أما تنفيذ الأسقف، في حال وجودها، فيتم في مرحلة لاحقة. تتراوح سرعة تنفيذ العناصر الشاقولية بين (2-5)م في اليوم.
تستخدم القوالب المنزلقة من أجل تنفيذ المنشآت ذات الطابع البرجي، والتي تتكون جملتها الإنشائية من جدران حاملة مثل المداخن، الصوامع، الأبنية البرجية، أبراج التبريد، نواة الأبنية العالية، ركائز الجسور..الخ، ولا يفضل إستخدامها من أجل المنشآت قليلة الارتفاع.
ويوجد ماكينات تستخدم مبدأ القالب المنزلق ولكن بشكل أفقي لتنفيذ العناصر البيتونية الموجودة في الطرق كما في حواجز نيوجيرسي والأطاريف الطرقية.

## لمحة تاريخية

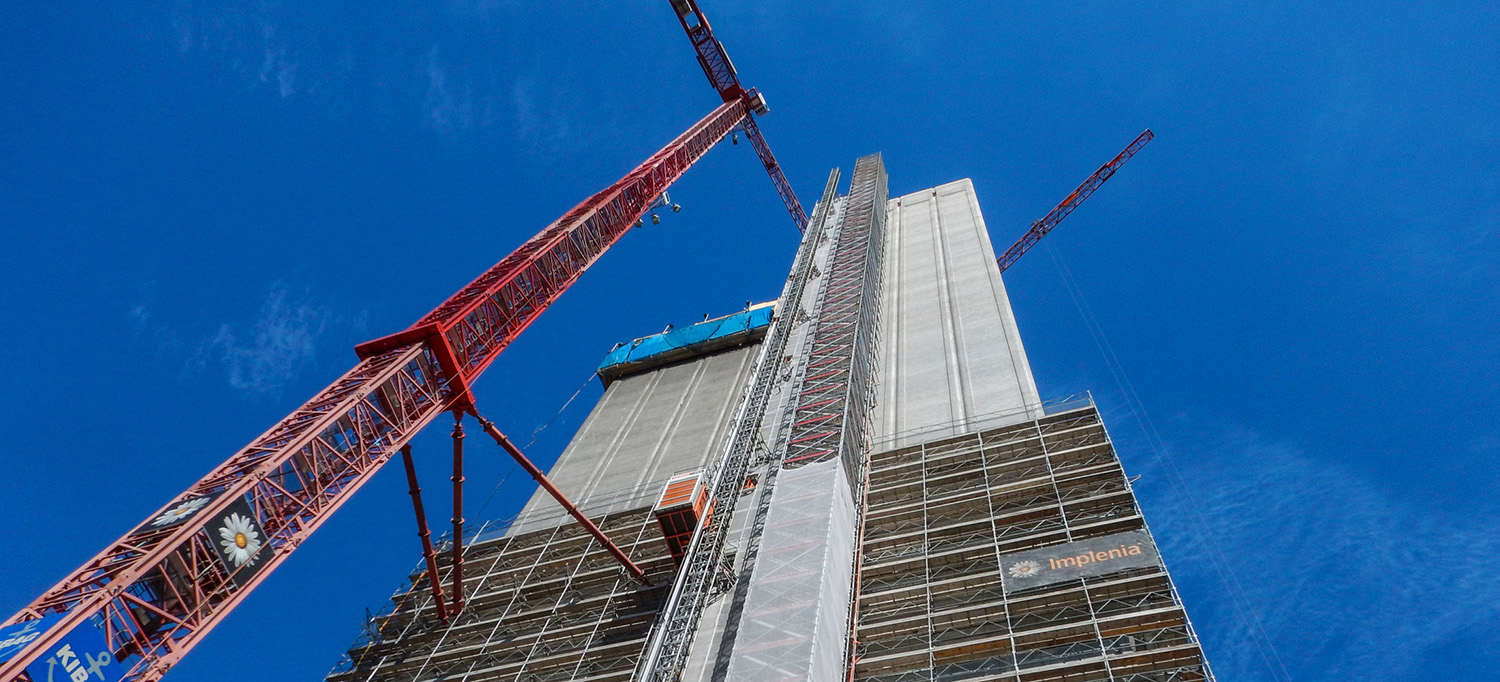
تنفيذ صومعة حبوب بالقالب المنزلق في زيورخ لصالح شركة "سويسميل" (Swissmill) من قبل شركة "بيتشناو سليبفورم" (Bitschnau Slipform)

تم استخدام تقنية القالب المنزلق في أوائل القرن العشرين لبناء الصوامع وروافع الحبوب. وقد كان جيمس ماكدونالد، من شركة ماكدونالد الهندسية في شيكاغو رائدا في الاستفادة من تقنية القالب المنزلق للخرسانة في أعمال التشييد. كان مفهومه لوضع صناديق دائرية في مجموعات لتشييد خلايا الصوامع حاصلاً على براءة اختراع. وقد شرح ذلك في كتاب عام صدر 1907 بعنوان «تصميم الجدران والمقاطع الصندوقية وروافع الحبوب» (بالإنجليزية:  The Design Of Walls, Bins, And Grain Elevators)‏ مع مجموعة من الصور التوضيحية والفوتوغرافية.

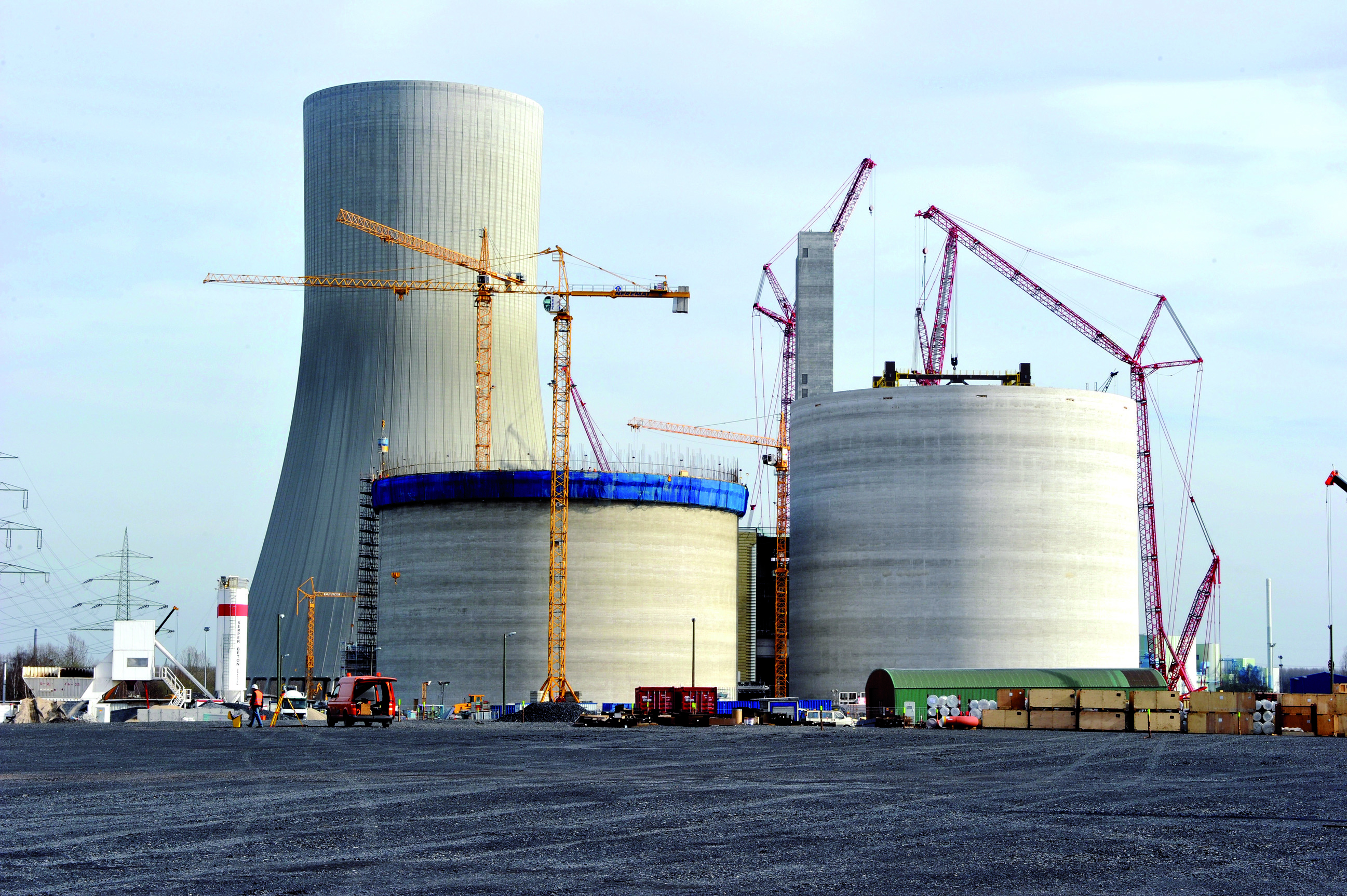
تنفيذ صومعتي فحم بالقالب المنزلق

في عام 1910، نشر ماكدونالد ورقة علمية بعنوان «القوالب المتحركة لصناديق تخزين من الخرسانة المسلحة» (بالإنجليزية: Moving Forms for Reinforced Concrete Storage Bins)‏، التي تصف استخدام جكات رفع لقوالب الخرسانة لتشكيل بنية مستمرة بدون فواصل صب أو طبقات. تشرح هذه الورقة بالتفصيل المفهوم والإجراء الخاص بإنشاء هياكل خرسانية باستخدام القالب المنزلق. في 24 مايو 1917، تم إصدار براءة اختراع لجيمس ماكدونالد من شيكاغو، لجهاز يقوم بتحريك ورفع قالب الخرسانة في مستو شاقولي.
تم استخدام تصميم جيمس ماكدونالد للمقاطع الصندوقية والصوامع حول العالم في أواخر السبعينيات من قبل «شركة ماكدونالد إينجينيرنغ». وفي فترة ما بين 1947-1950، شيدت «ماكدونالد إينجينيرنغ» أكثر من 40 برجاً من الخرسانة المسلحة باستخدام طريقة القالب المنزلق لصالح شركة إيه تي آند تي للإتصالات يصل ارتفاعها إلى 191 قدم (58 متراً) لمحطات بث الميكروويف عبر الولايات المتحدة.
تم بناء فندق وكازينو لاندمارك السابق في لاس فيغاس والمكون من 31 طابقاً في عام 1961 من قبل «شركة ماكدونالد إينجينيرنغ» كمقاول من الباطن، وذلك باستخدام مفهوم ماكدونالدز لتشييد المنشآت الخرسانية المسلحة بالقالب المنزلق.
تم تقديم هذه التقنية للمباني السكنية والتجارية في أواخر ستينيات القرن الماضي. وكان أول استخدام لها في المباني الشاهقة في الولايات المتحدة في عام 1962 في بناء الشقق المدعمة بجدران القص في شوارع Turk & Eddy في سان فرانسيسكو، كاليفورنيا، الذي بناه مكتب ماكدونالدز في سان فرانسيسكو. وكان أول استخدام ملحوظ لهذه الطريقة في مجال الأعمال التجارية هو برج سكيلون في نياجارا فولز (أونتاريو) ، الذي اكتمل في عام 1965. وكان هناك هيكل آخر غير معتاد هو الهياكل المدببة المستدقة لفندق شيراتون وايكيكي في هونولولو، هاواي، في عام 1969. ومن بين الهياكل الأخرى المدعمة بجدران القص، مبنى كازا ديل مار كوندومينيوم في كي بيسكاين، ميامي، فلوريدا في عام 1970.
وفي عام 2017 في سوريا تم تشييد برج سكني مكون من 14 طابقاً نفذ بالكامل بطريقة القالب المنزلق من قبل الشركة العامة للطرق والجسور - مجموعة قاسيون في منطقة الديماس بريف دمشق.
من خمسينيات القرن الماضي، تم تكييف تقنية القالب المنزلق لتنفيذ الهياكل الرأسية للمناجم، ومنشأت التهوية، وبطانة الآبار، وصوامع تحميل القطارات بالفحم. ولتشييد أبراج الاتصالات؛ والنواة الحاملة للأبنية الإدارية. والجدران القصية للأبنية السكنية وأبراج السحب للسدود...إلخ. وتم استخدامه للمنشآت التي لن لم يكن ممكن تشييدها، مثل تشييد أرجل لمنصات التنقيب عن النفط في أعماق البحار.
بالإضافة إلى الصوامع النموذجية وجدران القص والنوى الحاملة في المباني، يتم استخدام القالب المنزلق من أجل تبطين الآبار تحت الأرض وخزانات الدفق في منشآت توليد الطاقة الكهرومائية. كما تم استخدام هذه التقنية لبناء مدخنة إنكو سوبرستاك في سودبوري، أونتاريو كندا، وبرج سي إن في تورونتو. في عام 2010، وتم استخدام هذه التقنية لبناء نواة برج شارد في لندن، إنجلترا.

## المشاريع التي يمكن أن تستفيد من تقنية التشييد بالقالب المنزلق
أي هيكل خرساني أطول من حوالي 20 م / 60 قدم يمكن الاستفادة بتشييده بهذه التقنية. فيما يلي بعض الهياكل الأكثر شيوعًا التي تم استخدام تقنية التشييد بالقالب المنزلق في تشييدها:
- تشييد الأبنية العالية والنوى المركزية لها
- منصات النفط البحرية
- خزانات الغاز الطبيعي المسال
- المنشآت البحرية والقيسونات
- ركائز الجسور العالية
- أبراج التبريد ذات القطع الزائذ
- أبراج الاتصالات
- أبراج مراقبة الحركة الجوية
- أبراج الترام الهوائي
- خزانات المياه
- صوامع التخزين
- توربينات الرياح وأبراج الطاقة الشمسية